# Prim trunchiabil
În teoria numerelor, un număr prim trunchiabil la stânga este un număr prim care, într-o bază dată, nu conține cifra 0, iar dacă începând din stânga prima cifră este eliminată succesiv, toate numerele rezultate sunt prime. Un exemplu este numărul 9137, deoarece numerele 9137, 137, 37 și 7 sunt toate prime. Reprezentarea zecimală este adesea asumată și este cea utilizată în acest articol.
Un număr prim trunchiabil la dreapta este un număr prim la fel, cu diferența că trunchierea începe din dreapta. Un exemplu este numărul 7393, deoarece numerele 7393, 739, 73 și 7 sunt toate prime.
Un număr prim trunchiabil la stânga și la dreapta este un număr prim la fel, cu diferența că trunchierea se face simultan câte o cifră din stânga și din dreapta. Un exemplu este numărul 1825711, deoarece numerele 1825711, 82571, 257 și 5 sunt toate prime.
În baza 10 există exact 4260 numere prime trunchiabile la stânga, 83 trunchiabile la dreapta și 920720315 trunchiabile la stânga și la dreapta.

## Istoric
Leslie E. Card în primele numere ale revistei Journal of Recreational Mathematics (care a început să apară în 1968) a tratat un subiect apropiat de cel al numerelor prime trunchiabile la dreapta, prezentând șiruri de numere la care prin adăugarea de cifre la dreapta în continuarea numărului inițial, care nu era neapărat prim, numere pe care le-a numit snowball primes (în română numere prime bulgări de zăpadă).
Discuțiile despre subiect datează cel puțin din numărul din noiembrie 1969 al revistei Mathematics Magazine (în română Revista de matematică), unde Murray Berg și John E. Walstrom au numit aceste numere prime primes (în română primi primi).

## Numere zecimale prime trunchiabile
Există 4260 de numere zecimale prime trunchiabile la stânga. Primele numere sunt:
2, 3, 5, 7, 13, 17, 23, 37, 43, 47, 53, 67, 73, 83, 97, 113, 137, 167, 173, 197, 223, 283, 313, 317, 337, 347, 353, 367, 373, 383, 397, 443, 467, 523, 547, 613, 617, 643, 647, 653, 673, 683, 743, 773, 797, 823, 853, 883, 937, 947, 953, 967, 983, 997, ... Cel mai mare număr zecimal prim trunchiabil la stânga are 24 de cifre: nowrap|357686312646216567629137.
Există 83 de numere zecimale prime trunchiabile la dreapta. Lista completă este:
2, 3, 5, 7, 23, 29, 31, 37, 53, 59, 71, 73, 79, 233, 239, 293, 311, 313, 317, 373, 379, 593, 599, 719, 733, 739, 797, 2333, 2339, 2393, 2399, 2939, 3119, 3137, 3733, 3739, 3793, 3797, 5939, 7193, 7331, 7333, 7393, 23333, 23339, 23399, 23993, 29399, 31193, 31379, 37337, 37339, 37397, 59393, 59399, 71933, 73331, 73939, 233993, 239933, 293999, 373379, 373393, 593933, 593993, 719333, 739391, 739393, 739397, 739399, 2339933, 2399333, 2939999, 3733799, 5939333, 7393913, 7393931, 7393933, 23399339, 29399999, 37337999, 59393339, 73939133.
Cel mai mare număr zecimal prim trunchiabil la dreapta este: 73939133. Deoarece toate numerele prime mai mari ca 5 se termină în 1, 3, 7 sau 9, după prima cifră numerele zecimale prime trunchiabile la dreapta pot conține doar aceste cifre.
Există 920720315 de numere zecimale prime trunchiabile atât la stânga, cât și la dreapta. Primele numere sunt:
2, 3, 5, 7, 11, 13, 17, 19, 23, 29, 31, 37, 41, 43, 47, 53, 59, 61, 67, 71, 73, 79, 83, 89, 97, 127, 131, 137, 139, 151, 157, 173, 179, 223, 227, 229, 233, 239, 251, 257, 271, 277, 331, 337, 353, 359, 373, 379, 421, 431, 433, 439, 457, 479, 521, 523, 557, 571, 577, 631, 653, 659, 673, 677, 727, 733, 739, 751, 757, 773, 821, 823, 827, 829, 839, 853, 857, 859, 877, 929, 937, 953, 971, 977, 1117, 1171, 1193, 1231, 1237, 1291, 1297, 1319, 1373, 1433, 1439, 1471, 1531, 1597, 1613, 1619, ...
Există 331780864 de numere zecimale prime trunchiabile la stânga și la dreapta cu un număr impar de cifre. Cel mai mare are 97 de cifre: 7228828176786792552781668926755667258635743361825711373791931117197999133917737137399993737111177.
Există 588939451 de numere zecimale prime trunchiabile la stânga și la dreapta cu un număr par de cifre. Cel mai mare are 104 cifre: 91617596742869619884432721391145374777686825634291523771171391111313737919133977331737137933773713713973.
Există 15 numere zecimale prime trunchiabile atât la stânga, cât și la dreapta. Ele au fost numite two-sided primes (în română numere prime pe două părți). Lista completă este:
2, 3, 5, 7, 23, 37, 53, 73, 313, 317, 373, 797, 3137, 3797, 739397.
Un număr prim trunchiabil se spune că este restricționat la stânga dacă toate extensiile sale la stânga sunt numere compuse, adică nu există alt prim trunchiat la stânga dintre care acest prim să fie „coada” prin trunchiere la stânga. Astfel, 7937 este un prim trunchiat la stânga restricționat, deoarece cele nouă numere de 5 cifre care se termină în 7937 sunt compuse, în timp ce 3797 este un prim trunchiat stâng, care nu este restricționat, deoarece 33797 este, de asemenea, prim. Există 1442 de numere prime trunchiabile restricționate la stânga:
2, 5, 773, 3373, 3947, 4643, 5113, 6397, 6967, 7937, 15647, 16823, 24373, 33547, 34337, 37643, 56983, 57853, 59743, 62383, 63347, 63617, 69337, 72467, 72617, 75653, 76367, 87643, 92683, 97883, 98317, ...
Similar, un număr prim trunchiabil se spune că este restricționat la dreapta dacă toate extensiile sale la dreapta sunt numere compuse. Există 27 de numere prime trunchiabile restricționate la dreapta:
53, 317, 599, 797, 2393, 3793, 3797, 7331, 23333, 23339, 31193, 31379, 37397, 73331, 373393, 593993, 719333, 739397, 739399, 2399333, 7393931, 7393933, 23399339, 29399999, 37337999, 59393339, 73939133.

## În alte baze de numerație
În timp ce faptul că un nu număr este prim sau nu nu depinde de sistemul de numerație utilizat, numerele prime trunchiabile sunt definite numai în baza de numerație dată. O variantă implică eliminarea a două sau mai multe cifre zecimale deodată. Acest lucru este echivalent matematic cu utilizarea bazei 100 sau a unei puteri a lui 10 mai mare, cu restricția că în baza 10n numărul de cifre trebuie să fie de cel puțin 10n−1, pentru a se potrivi cu un număr zecimal de n cifre care nu începe cu 0.